# Atonični napad
Atonični, astatični ili akinetični napad ili iznenadni pad (eng. Drop attacks) nagli je gubitak tonusa mišića koji dovodi do naglog padanja glave ili tijela na podlogu. Naziv "atonična napad", naknadno je uveden u medicinsku terminologiju, kako bi se pod ovim pojmom označio širok spektar iznenadnih padova s ili bez prisutnih poznatih poremećaja koji povećavaju rizik od padova, s ili bez provokativnog specifičnog stimulans, s ili bez gubitka svijesti i s ili bez značajnih osnovnih abnormalnosti.

## Osnovne postavke
- Atonični napadi su iznenadni padovi, bez gubitka svijesti izazvani bez jasno određenih podražaja, koji se javljaju naglo i bez upozorenja, a završavaju brzim povratkom na početnu poziciju.
- Ovaj naziv naknadno je uveden u medicinsku terminologiju, kako bi se označio širok spektar iznenadnih padova s ili bez prisutnih poznatih poremećaja koji povećavaju rizik od padova, s ili bez provokativnog specifičnog stimulusa, s ili bez gubitka svijesti i s ili bez značajnih osnovnih abnormalnosti.
- Promjene koje izazivaju Atonični napad, mogu voditi porijeklo s raznih lokalica, ali najčešće su to strukture u nižim dijelovima moždanog debla ili leđne moždine.
- Atonična napadi uglavnom ukazuju na prolazno oštećenje bilateralnih središnjih struktura živčanog sustava koje su odgovorne za održavanjem posturalnog mišićnog tonus i ravnoteže.
- Poseban oblik atiničnog napada su tzv. Tumarkinovi padovi vestibularnog podrijetla (ili Tumarkinove krize). One označavaju padove bez jasne povezanosti s autonomnim ili neurološkim simptoma kod bolesnika s teškom bolešću vestibularnog sustava, najčešće kod Menijerove bolesti, u fazi ove bolesti, kada napadi vertiga (vrtoglavice) mogu biti zamijenjeni stalnim poteškoćama vida i ravnoteže, uključujući poteškoće s hodanjem po mraku, i povremene padove zbog gubitka ravnoteže.[2]

## Epidemiologija
- U većini slučajeva (64%), uzrok atoničnog napada nikada nije definitivno utvrđen.[3]
- Oko 12% napada je posljedica srčanih poremećaja (varijanta sinkope)
- Oko 8% napada je zbog slabe cirkulacije u mozgu,
- Oko 8%, napada nastaje zbog srčano-moždanih poremećaja,
- Oko 7% napada su kriptogeni padovi, pretežno kod žena starijih od 40 godina.
- Oko 5% napada nastaje zbog poremećaja u unutarnjem uhu. (Menierova bolest - Tumarkinova kriza),[4]
- Oko 1%, napada nastaje zbog psiholoških problema. Rijetko, su Atonični napadi izazvani reakcijom na strah, kao i zbog katopleksije.[5]

U ostale, moguće uzroke, napada spada; uporaba lijekova i neuravnotežen hod zbog promjena na koštano-miićnom sustavu.

## Posljedice
Stopa rizika od moždanog udara ili smrti kod pacijenata s atoničnim napdom je 0,5 posto na godišnjoj razini. Ova stopa značajno se ne razlikuje od one kod opće populacije.
Kako kod osoba s atoničnim napadom nastaju iznenadni padovi one imaju mnogo više prijeloma kostiju od onih u općoj populaciji.